# Domingo de Vera
Domingo de Vera e Llargoyen (San Sebastián, ca. 1550 – Caracas, 1629) was een Spaanse conquistador.

## Biografie
Hij kwam, net zoals vele andere Spanjaarden van lagere adel, uit Extremadura naar de Caraïben om daar zijn geluk te beproeven. Hij vestigde zich in Caracas in Venezuela waar hij in 1583 met Ana Díaz de Alfaro y Rodríguez de Arteaga trouwde. Samen kregen ze zes kinderen die allemaal in Caracas werden geboren en stierven. Ana Díaz was een dochter van de Spaanse conquistador Sebastián Díaz Alfaro.
Domingo de Vera werd adjudant van Don Antonio de Berrio y Oruña. Deze had in 1580 van het Spaanse hof een Koninklijk Charter ontvangen om de mythische goudstad El Dorado te zoeken. Hij maakte drie expedities naar dit gebied, in 1584, 1585 en 1591. De Berrio dacht uiteindelijk dat de ligging van de hoofdstad Manoa in Guyana moest liggen. Omdat hij meer mensen en materialen nodig had voer hij naar Caracas voor hulp. Onderweg, op Isla Margarita nam hij Domingo de Vera in dienst. In Caracas kreeg De Vera genoeg mensen bij elkaar voor een volgende expeditie. De Vera vestigde op bevel van De Berrio eerst op Trinidad de stad San José de Oruña. Deze stad werd later St. Joseph genoemd. De Berrio koos voor Trinidad omdat het dicht bij het Zuid-Amerikaanse vasteland lag en een goede uitvalsbasis vormde voor zijn zoektocht naar El Dorado.
In 1593 landde De Vera op de kust van de Guyana's en nam deze op 23 april van dat jaar officieel in bezit voor de Spaanse koning Filips II. Zonder El Dorado te vinden kwam De Vera terug in Trinidad. Hij verklaarde echter dat El Dorado aan de oorsprong van de Caroní lag, een zijrivier van de Orinoco, en dat er veel goud te vinden was en er meer dan twee miljoen mensen zouden wonen. De Berrio was er daardoor van overtuigd dat El Dorado echt bestond en stuurde De Vera naar Spanje om daar om meer geld te vragen. De Vera kwam terug uit Spanje met vijf schepen vol soldaten, priesters en monniken. Het verslag van zijn reis kwam intussen echter in bezit van de Engelsman Walter Raleigh. Noch hij, noch De Berrio vonden enig spoor van El Dorado. De Vera bereikte later El Paso, het latere Santa Helena aan de grens met Brazilië. Tot zijn geluk droeg de lokale bevolking goud en hij dacht dat eindelijk El Dorado gevonden was. Door een gebrek aan mankracht kon hij echter niet verder en keerde terug naar Caracas. Samen met Fernando, de zoon van De Berrio besefte De Vera dat de teelt van tabak en katoen en de verkoop ervan aan de Engelsen en Hollanders lucratiever was dan de zoektocht naar El Dorado. Zijn schoonzoon, Alonso Rodríguez Santos, werd een van de belangrijkste inwoners van Caracas.
De Spanjaarden hadden het veel te druk met hun andere bezittingen in de Grote Antillen, Mexico, Centraal-Amerika en Peru en schonken weinig aandacht aan Guyana. Ook het verzet van de lokale bevolking van Guyana tegen de wreedheid waarmee de Spanjaarden te werk gingen droeg niet bij tot de Spaanse kolonisatie. Daarom kwamen er al spoedig andere Europese mogendheden om er nederzettingen te stichten.